# 김영훈 (1971년)
김영훈(1971년 8월 17일 ~ )은 대한민국의 심리학자, 대학 교수이다. 2013년 연세대학교 언더우드 특훈교수로 임명되었다.

## 경력
- University of Pennsylvania 긍정심리센터 연구원

## 학력
- 심리학학사: University of South Florida
- 심리학석사: Iowa State University
- 심리학박사: University of Illinois at Urbana-Champaign